# Ілінг-Бродвей (станція)
51°30′53″ пн. ш. 0°18′05″ зх. д. / 51.514722° пн. ш. 0.301389° зх. д.

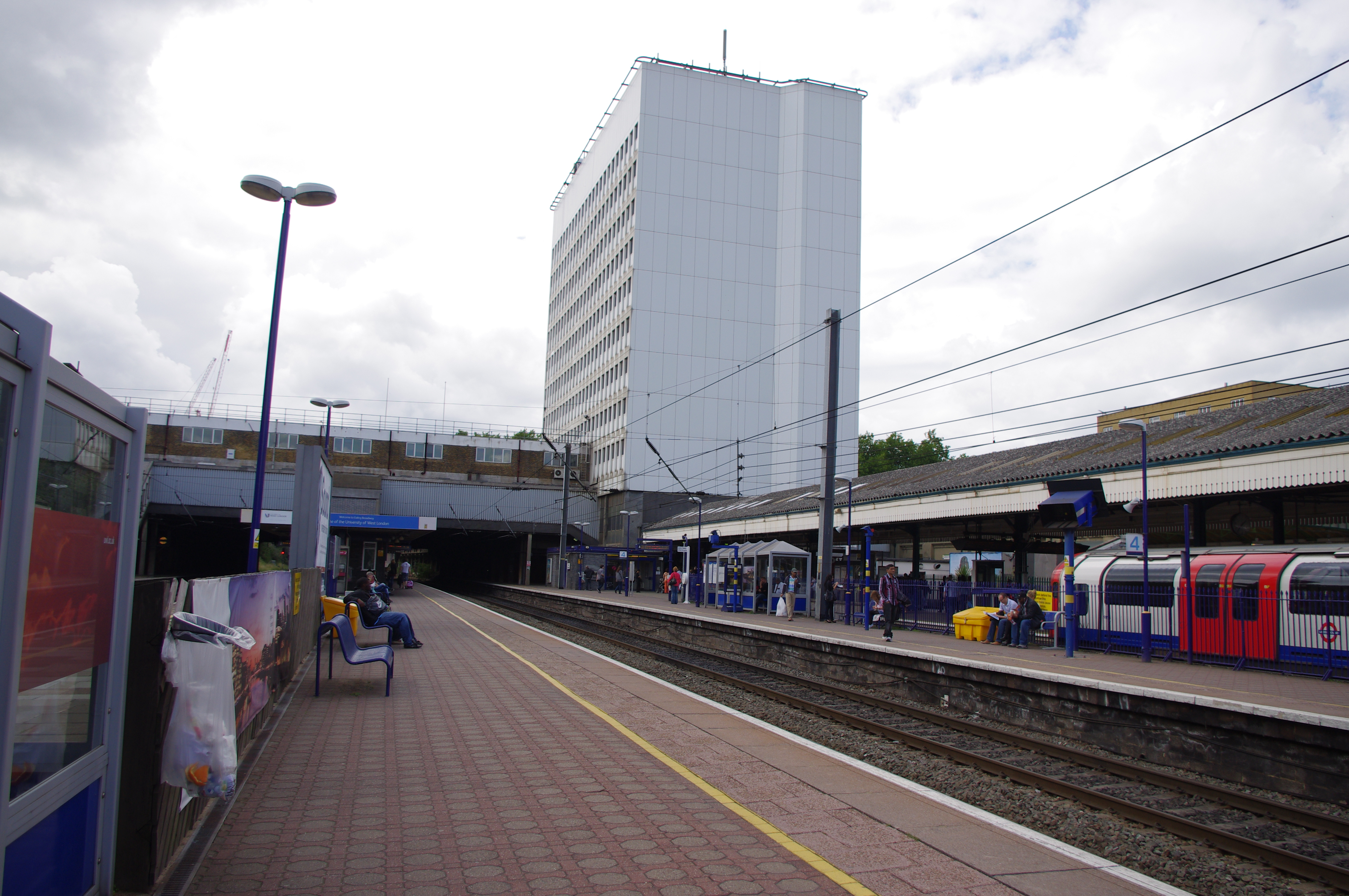
Платформа залізничної станції Ілінг-Бродвей

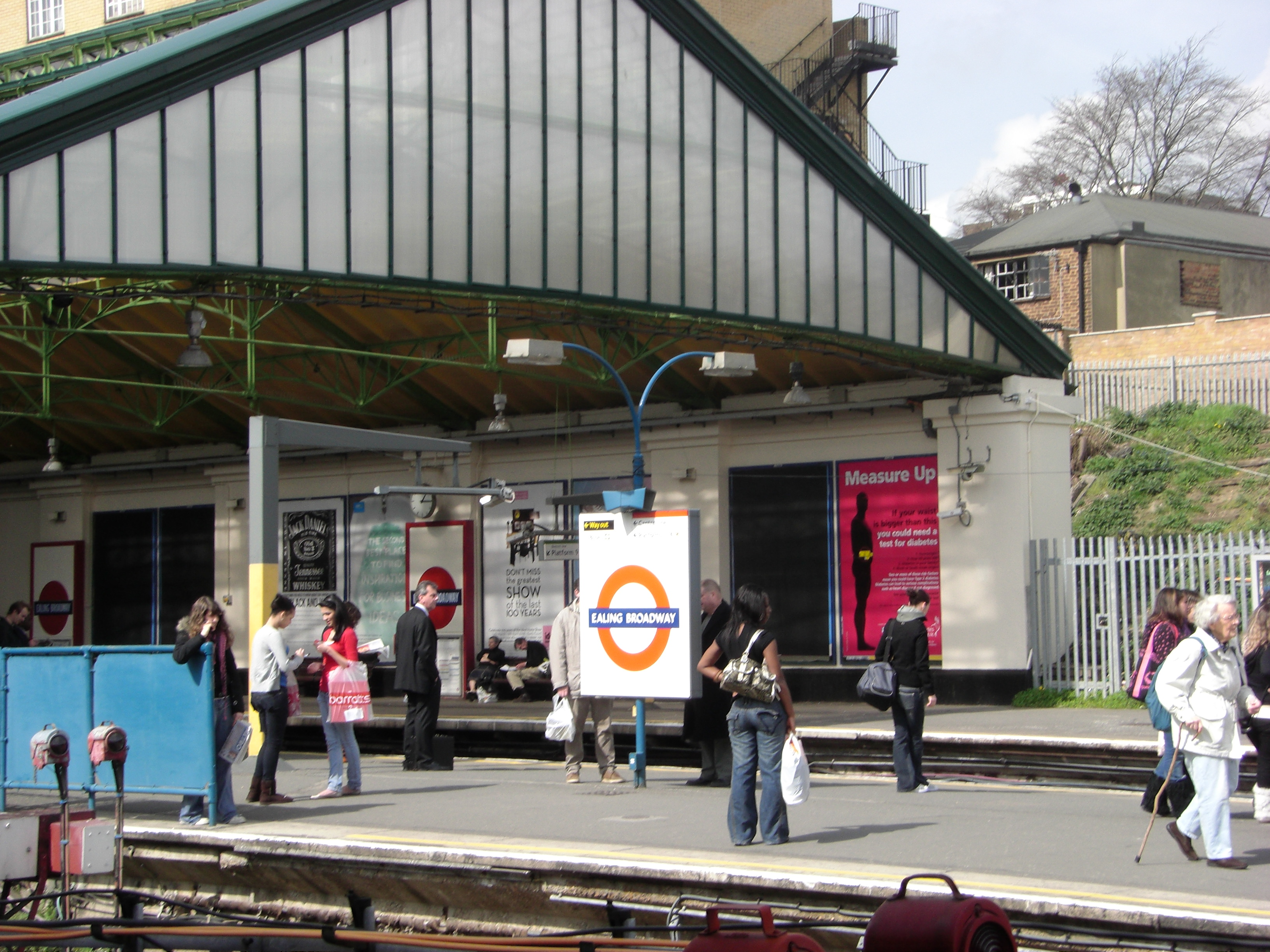
Платформа метростанції Ілінг-Бродвей

Ілінг-Бродвей (англ. Ealing Broadway) — провідна пересадна станція у лондонському боро Ілінг, обслуговує дві лінії Лондонського метро (Центральна та Дистрикт); Great Western Railway та Elizabeth line. Для ліній метрополітену це кінцева станція, на Дистрикт наступна станція — Ілінг-коммон, на Центральній — Вест-Актон. Розташована у 3-й тарифній зоні, за 9,2 км від станції Паддінгтон. В 2017 році пасажирообіг станції становив 16.79 млн пасажирів для метро та 6.166 млн пасажирів для залізниці. На станції заставлено тактильне покриття. 

## Історія
- 1. грудня 1838: відкриття станції у складі Great Western Railway (GWR).
- 1. липня 1879: відкриття трафіку District Railway (DR, сьогоденна лінія Дистрикт). 3 серпня 1920 року відкрито платформи Центральної лінії метро.
- 3 серпня 1920: відкриття трафіку Central London Railway (CLR, сьогоденна Центральна лінія)
- 20 травня 2018: відкриття трафіку TfL Rail.

## Пересадки
- на автобуси London Buses маршрутів: 65, 112, 207, 226, 297, 427, 483, 607, E1, E2, E7, E8, E9, E10, E11 та нічні маршрути: N7, N11, N83, N207.

## Послуги
| Попередня станція | Лінія                    | Лінія                                         | Лінія | Наступна станція |
| ----------------- | ------------------------ | --------------------------------------------- | ----- | ---------------- |
| Кінцева           |                          | Лондонський метрополітен Центральна лінія     |       | Вест-Актон       |
| Кінцева           |                          | Лондонський метрополітен Лінія Дистрикт       |       | Ілінг-коммон     |
| Кінцева           |                          | Great Western Railway Great Western main line |       | Паддінгтон       |
| Кінцева           | Crossrail Elizabeth line |                                               |       | Паддінгтон       |
| Кінцева           |                          | Актон-Майн-лайн                               |       |                  |